# ULTRA BLUE
『ULTRA BLUE』（ウルトラ・ブルー）は、2006年6月14日に発売された宇多田ヒカルの4thアルバム。宇多田ヒカル名義のオリジナルアルバムとしては、3rdアルバム『DEEP RIVER』以来約4年振りであり、Utada名義の英語詞のアルバム『Exodus』以来約2年振りの作品である。前作『DEEP RIVER』までは編曲は共同だったが、今作では1曲を除いて全て単独で作詞、作曲、編曲を手がけており、またプログラミングも自ら行っている。
本作では、デビュー以来のR&Bの要素はさらに薄れ、シンセサウンドを強調したエレクトロテイストの楽曲が多くを占めるようになる。また本作で宇多田は、「自分の良い部分も悪い部分も全て認め、隠さずに表現することができた」といい、歌詞の言葉の選び方も以前より自由になっている。
アルバムには、2003年以降のシングル5曲を含む全13曲が収録されている。本作は初動約50万枚を売り上げ、オリコン初登場1位を獲得。2006年度オリコン年間チャートでは7位を記録し、その年最も売れた女性アーティストのオリジナルアルバムとなっている。また、iTunesの年間ランキングでは4位を獲得したほか、日本レコード協会によってミリオン認定を受けている。

## 背景
宇多田ヒカルは2002年、3rdアルバム『DEEP RIVER』をリリースした頃に、レコードレーベル「Island Def Jam」と専属契約をしており、2003年にシングル「COLORS」をリリースするとまもなくUtada名義のアルバムの制作・録音に取り掛かった。その間宇多田は、武道館ツアー「ヒカルの5」を開催、また映画『CASSHERN』主題歌の「誰かの願いが叶うころ」と初のシングルコレクションアルバム『Utada Hikaru SINGLE COLLECTION VOL.1』を発売している。そして2004年秋にUtada名義での1stアルバム『Exodus』をリリースした。2005年からは日本での活動を再開し、秋から冬にかけて3曲のシングル「Be My Last」「Passion」「Keep Tryin'」を発売した。

「宇多田は『Exodus』の制作で自らアレンジを行い、実験的な試みをしていく中で、「"音"でやりたいことが試せた」といい、制作後は"シンプル"な音やアレンジを好むようになっていたという。「Be My Last」リリース時のインタビューでは次のように語っている。
なんかね、最近すごく思うのは、どんどん必要のないものはいらなくなってるというか。余計なものはいらないなって……。本当にいるものだけ持ってるのって身軽じゃない？人によっては持ち物がどんどん増えていく人とか溜めちゃう人とかいるけど、私はわりと捨てるのが好きで（笑）。いらないものを捨てていくのって、ホント、楽しいね。」

## 構成とテーマ
アルバムタイトルは、宇多田が制作を進めるにつれて「今の自分に合う」と感じたという「青色」をヒントに、「ULTRA BLUE」とつけられた。宇多田ヒカル名義で以前にリリースされたオリジナルアルバム3作と違いアルバムのタイトル曲がないが、テレビのインタビューで、「アルバムの中に『BLUE』という曲があってこのアルバムの方向性を示しているんだけど、だけど“BLUE”だけでは淋しく暗い感じがする…悲しい感じがする。だから“BLUE”の前後に何か言葉をつけようと思って…。『ULTRA BLUE』ってよいタイトルだと思う。BLUEが持つイメージをそのまま特定していないから」と述べている。宇多田は以前から、「time will tell」や「SAKURAドロップス」、「COLORS」、「Passion」など、度々歌詞に「青い空」「青空」を用いていた。宇多田は今作以前のインタビューにて、「（青い空には）裏がある気がして怖い」と語っており、それゆえに歌詞に多く出てくるのだという。また「その瞬間瞬間がいかに儚いかみたいなことを、空が青いと考えちゃう」とも語っており、その「青い空」を歌詞にすることによって「自分でその恐怖心をコントロール」し、「"青い空"を征服、支配」したいのかもしれないと語っていた。そんな中、宇多田は本アルバムの制作中に「BLUE」の歌詞を書いたことで、今まで自分が感じていた様々な思いにも合点がいくようになったといい、実は自分は「青・BLUE」が好きだったことにも気づいたという。また、種類も様々で明るくもあり暗くもあるという特徴、謎めいた感じ、爽やかな感じ、若い感じなども気に入っており、「すごく今の自分だなぁ」とも感じていた。そして、以前から青に対して恐怖感を抱いていたのは実は「自分自身が怖かった」と気づき、今回はそれらも含めて受け入れることができたといい、そういう気持ちが作品にも表れているのだという。また、宇多田は子供のころからずっと「自分が女の子であることに対する違和感」を感じていたといい、その中性的な性格も「ブルー」で言い表せると感じたと語っている。そこに両親が2人とも中性的な性格だったことも相まって、宇多田は「真ん中にいる、男でもあり女でもある、大人でもあり子供でもある、という、0地点、『0・0』」が最も落ち着くのだという。また不確定性をヒントに、「全部のものがめちゃくちゃすごく揺れてて、でも、それがその存在で、そのものなんだっていうのが、自分の在り方ですごく共感できる」と語っている。こういった思いが本作の収録曲の歌詞にも様々に表れている。「This Is Love」は、相反する感情の間にある心境とかそれだけでは割り切れない様々な感情の定義の仕方を表す事を意識して作詞されている。宇多田は「悲しい、嬉しいといった感情が極限まで行くと、極端な気持ちの感じ方があまり感じない」といい、「日曜の朝」の歌詞にはそういった「普通が特別。特別なことがホント普通で、普通であるってことが特別だと思う、何事も」というフラットな考え方が反映された。「Eclipse (Interlude)」は、「混沌とした中の秩序」「破裂しそうでもバランスを保っている、というような緊張感」をイメージしたアレンジとなっている。

この他にも本作には様々なテーマやコンセプトが存在する。「海路」と「COLORS」は、宇多田いわく本アルバムを表すキーワードのような位置付けの曲であり、「自分自身の哲学を表した歌詞になってて、自分の手で作り上げられた作品は自分の手元から離れると後は、受け取る側の人々次第、って事を言い表したのがこの2曲で、そうすることで独り善がりで、偏りのある作品を作らずに済むって考えてて、最終的に一度他の人の元へ言った作品はもうその人々の物になるから、そうなったら言い訳は聞かないな。って思ってます」と語っている。2005年にシングルとして続けてリリースされた「Be My Last」「Passion」と、その次の「Keep Tryin'」には、「過去も現在も未来も同じ気持ちで見てあげたい」という気持ち「いろんなことが動いたり変わったり、流動的だったり、不安定な世界の中で変わらないものと言ったら、魂とか情熱になっていく」というテーマが一貫しているという。当時のインタビューでは以下のように語った。
「この2、3曲とも、私っていうキャラであったり、私自身の直接的な体験とかもいろいろある中で、私の周りに渦巻くすごく大きな世界のシステム？この世のあり方っていうか、そういう大きな設定のような気がするのね。図を描くとすごく簡単になるんだけど、中心にいる私がいて、その周りに大きな円があって、そこでいろんなものがグルグル回ってたり停滞していたり、点滅していたり、ぶつかり合ったりしてるのが全部1個の小惑星みたいな感じで、その世界の輪廻転生とか過去とか未来とか、いろんなそういうものが渦巻いているっていうのがわりと共通している基礎かも。」
また、続けて制作された「Be My Last」と「Passion」はアルバムでも連続して置かれており、その中間にあった「怒り」のような荒々しい気持ちを両曲の間のインタールード曲で表している。同曲のタイトルには「神のお怒り」である"Eclipse"（日食）が選ばれており、その日食が明けると宇多田にとって「青空」という位置づけである「Passion」に続く構成にもなっている。同曲は「青空」であると同時に「希望の光」「理解の喜び」でもあり、最終曲にした理由について宇多田は「最後に理解する、理解される喜びを表すつもりでこの曲を持ってきた。優しさと悲しみの両方を広い心で受け入れようとそんなイメージを持ちながら、この位置になった」と語っている。

## 制作と録音
アルバム収録曲で最初に作られたのは2003年に発表された「COLORS」で、同曲は2002年に結婚した紀里谷和明との新婚旅行の間に、フランスの片田舎で購入したキーボードで作曲された。その1年後には、Utada名義のアルバム『Exodus』の制作中に映画主題歌として「誰かの願いが叶うころ」を制作。宇多田は、普段はアレンジまで終えてから歌詞を書くが、同曲は最初に作詞を行った「詞先」の楽曲となっている。レコーディングではピアノも全て宇多田自身が演奏しており、デビュー以来のプロデューサー・三宅彰は、同曲は「第2期・宇多田ヒカルの第1弾作品」だと語っている。またこの頃、英語詞アルバムの制作と並行して、宇多田は日本語詞曲「Passion」を作り始めていた。2005年2月、再び日本での活動を再開し、宇多田ヒカル名義のアルバムの制作を開始。その中で最初に作ったのが「Be My Last」だった。ここでも宇多田は新たな試みを見せており、曲は最初から最後まで「電源の入っていないエレキギター」で作曲されている。作詞では、「日本語の歌というものをあらためて考えさせられた」といい、全体的に言葉数も少なくしている。また宇多田は、同曲のミュージックビデオの撮影で赴いたチェコでは「Keep Trying」を作り始めている。「Be My Last」が曲・ビデオともに内向的で暗いムードであったことや、当時のチェコが国としての変革期を迎えており、段々と開かれていく状況にあったことで、宇多田は「気持ちが上がる曲」「開いた感じの曲」が作りたいと思ったという。アルバム制作の後半には、それまで明るい曲の制作が続いていた為、スタッフにマイナーコードでダンサブルな曲を打診され「This Is Love」を制作。同曲は宇多田初の配信限定シングルとして先行配信された。3月にはアルバム制作も佳境に入り、宇多田は当時の生活についてブログに次のように書き込んでいる。
「作詞、作詞、作詞、、、気分転換に作曲、作曲、、、気分転換にぬいぐるみのくまちゃんと楽しく会話したりお昼寝したり、、、飛び起きて作詞、、、スタジオ出勤、、、歌う歌う、、、なぜか空き時間にスタジオの広いスペースを利用して16年振りにソク転（いきなりやりすぎて危うく右肩を痛める（笑））、、、帰って作曲、作曲、、、寝て起きて散歩、、、帰って作詞、作詞、、、」
アルバム制作の最後に作られたのは「海路」だった。ちなみに、当時は第3次小泉改造内閣下で、メディア等でポスト小泉人事が取りざたされていたことにより、宇多田は同曲に「総裁選挙」という仮タイトルをつけていたという。そして2006年3月29日、宇多田は自身のブログでアルバム制作がほとんど終了したことを報告した。

## 音楽性
『ULRA BLUE』は、前作『DEEP RIVER』に比べて宇多田自身の打ち込みによるシンセサウンドを強調したアレンジが特徴的な楽曲が多くなっており、その音色も様々で、Real Soundは「バックで長く伸ばすものと、裏でうごめくものの2パターンを使い分け、曲のテイストを変えている。」と指摘している。またその中で、「誰かの願いが叶うころ」や「Be My Last」等で、生楽器を主体とした比較的にシンプルなアレンジも目立っている。メロディは全体的に強い主旋律が特徴的で、高音を用いる歌も多くなっており、「This Is Love」や「BLUE」はサビでガツンと頭に響くメロディを歌うことで、切迫感を出している。Real Soundは、宇多田は2年前に海外進出をしていたのでこのように本作にJ-POPにはない要素が顕著に出たのは当然だとしている。また、転調も多く挟むようになり、コードも複雑化していると指摘されている。宇多田は、今までは「自分を隠そう、他人に自分を見せないようにしよう」という気持ちが強く、それが作品にも表れていたというが、本作の制作では「初めて自分を見せよう、自分の良い部分も悪い部分も全て認め、表現することが出来た」という。そして、以前までなら使われなかったような言葉や表現も、本作では様々なところで用いられている。また、宮沢賢治の詩の擬音の使い方に感銘を受け、今作ではそれを一部取り入れたという。

### 楽曲
This Is Love
テクノ/エレクトロのテイストをたっぷりと取り込んだトラック・メイクとなっており、宇多田によれば「自分が持つ世界観や価値観を取り入れてみたり歌詞的にわざと外したような形にしてみたりと、これまでの自分では表現できなかったやり方が出来てきて、自分自身の表現力がかなり身に付いてきたと感じ取る事ができた曲」だという。
Keep Tryin'
遊び心のある歌詞が特徴的な宇多田なりの応援ソングとして仕上がっており、多方面で宇多田のポップセンスが光る曲としての評価を得ており、菊地成孔は同曲に関して「我が国の歌謡曲史上おそらく初であろう〈フラット13度（テンション名→音楽用語）からナチュラル13度への移動〉という衝撃の音程をゲテモノと聴かせず、トップチューンのポップ感にしてしまうその奇形的／健康的な力技は、ある時期のビートルズに匹敵する。」とコメントしている。
BLUE
アルバムのタイトルチューンで本作の軸となる曲であり、サビで一気にほぼオクターブくらいのキーに上げるメロディが印象的。メロディが歌詞に合わせにくく、完成した歌詞の内容も音楽的に成立するか不安だったが、「これが"宇多田ヒカル"です」と言える作品になったといい、宇多田は「明日死んで、たとえこれが最後の曲になったとしても満足できるように」という曲作りへの意気込みを語っている。
日曜の朝
いくつかのループを有機的に組み合わせたバック・トラックに、宇多田自身の持っている「皆が社会から逸脱する素の時間」という日曜の朝に対するイメージを元にした歌詞が乗せられている。また宇多田曰く最も自身の人生観が出た曲で、現在も度々お気に入りの楽曲として挙げている
。
Making Love
アップテンポのエレクトロ・ポップとして仕上がっており、急に大阪に引っ越すことになった宇多田の親友への友情の曲で、自分の歪んだところが露呈した曲だという。
誰かの願いが叶うころ
全米デビュー前にリリースされたシングルで、アコースティックなピアノをメインにごくわずかなストリングスを盛り込む静かな構成で、歌詞がより一層際立つようになっている。
COLORS
アルバムの中で最も古い曲であり、2ステップ・ビートも含んだトラックの上に、全体に歌謡曲的なセンチメンタリズムが漂っており、憂いを帯びた前半からサビで一気に高まっていく展開も特徴的である。2003年発表の楽曲だが本作に収録した理由について宇多田は、「半世紀後とかに私の歌を聞きたいという人がいて、アルバムに全部のシングルが入っていないと嫌だから、最初から収録すると決めていた」と述べている。
One Night Magic feat.Yamada Masashi
THE BACK HORNの山田将司をフィーチャーした楽曲で、上品な憂いをたたえた宇多田のヴォーカルとプリミティヴな狂気を感じさせる山田の声がサンバのリズムの上に乗っている。宇多田はこの曲に関しては、「実際にレコーディングしてみて、声を合わせていくまでは分からなかったけど、自分の声質と凄く似てる所があるなって思ってて、それらが凄く不思議な位に2つ重なって1つの声として成立して、本当に不思議に感じた印象が残った。曲の中の暗い部分の中にも甘いと感じる所が上手く合致していったんだろうなと思ってる。主な歌詞の所にセカンドコーラスとしての別の歌詞があったんだけど、雰囲気や詩的な所は全く違ってた筈なのに、共通の所にしっかりとはまったような感じで、最終的には言いたいところは全く同じになってる、って所にすごい満足感を感じたかな」と語っている。
海路
ヒリヒリと切ないイメージをもたらすストリングスと抽象的なリズム・アレンジが融合したバラード・ナンバー。「ぼくはくま」やカバー曲、アルバムにたびたび収録されるInterludeを除くと、宇多田史上最も演奏時間の短い曲。その上かなりの時間伴奏のみの部分があるため、歌詞は11行、文字でいうと100文字前後しかない。本人は意識しなかったようだが、5音音階（ペンタトニック）でメロディが構成されており、英語歌詞も全く入っていない。
WINGS
洗練を極めたリズム、クラシカルな空気を持つピアノ、シックなイメージを与えるフルートがひとつになった斬新なアレンジが目立つ楽曲で、宇多田曰く「22歳の『time will tell』」で、当時の夫・紀里谷和明とのケンカがきっかけになって生まれた曲だという。
Be My Last
アコースティック・ギターの憂いを帯びた響きと、宇多田のエモーショナルなヴォーカルが際立っている曲であり、ベースを廃し、ケルトを想起させるミクソリディアン・モードを用いることで、主題歌となった映画「春の雪」の情緒を演出している。宇多田によると同曲では「再生とか繰り返しとか、何かが始まって、それが育った時点でまた壊してとか、人生はその繰り返し」という思いと、その辛さが歌われている。
Eclipse (Interlude)
インスト曲となっており、「2000年代における最新鋭のエレクトロ・ミュージック」との評価も得ている。「畳み掛けるような怒り」や「ドアを次々に開けていく感じ」を表現しているという。
Passion
ラストナンバーであり、オルタナティヴ・ロックやアンビエントなどのジャンルの要素を含んでおり、タム・ドラムとホイッスルがループするバック・トラックが印象的な楽曲。「時間の流れの真ん中にいる人が、その球体の中でどっちの方向にも向いていて、過去や現在や未来を全部つないでいるのは、自分の中にある情熱や生きる力なんだ」という思いが歌詞の焦点になっている。

## 評価
- 音楽ライターの平賀哲雄は、本作を「彼女にしか作り得ない実にセンセーショナルな作品」と指摘。「この作品に過去の焼き増し的要素は一切ない。最近はアーティストまでもがよく口するようになった『マーケティング』の結果を考慮したような匂いもない。すべてが新しく、刺激的。でも極上のポップセンスは霞まず。音楽をアーティスティックなものとして真剣に磨き上げること、リスナーの耳と心が自然と喜ぶキャッチーなものにすること、その両方を凄まじい許容で持って引き受けている。」と語った[31]。
- 日本版Vibe（英語版）の野田悟は、本作について「何故、彼女の楽曲はいつも斬新で新鮮に感じるのだろう。何故、彼女の歌声はこれほどまでに輝かしく鮮やかに聴こえるのだろう。そんな疑問も、『宇多田ヒカルであるが故』と片付いてしまうのだ。」とコメントし、「無数の音の散りばめられ方が、まるで星が瞬いているように感じさせられる、至高の傑作」と評価した[32]。
- The Japan Timesのダニエル・ロブソンは、2年前の全米デビュー作『Exodus』の実験的な音楽性は失敗に終わっていたと指摘し、「本作では、宇多田はそのバランスを得たことで、同時代の最高のポップアルバムを生み出すことができた。」と評価した[33]。
- HMVジャパンは、本作について「一聴するとマニアックとも思えるような最先端の音を取り入れ、自らのフィルターを通して昇華、そしてポップスとして鳴り響かせている。」と評価。現時点（2006年）での宇多田の「最高傑作」だと評価した[34]。

## チャート成績
『ULTRA BLUE』は、リリースした最初の週に約50.0万枚を売り上げ、オリコン初登場1位を記録した。これで宇多田の初動50万枚突破は、1999年3月の1stアルバム『First Love』から5作連続となる。これまでデビュー作からの連続初動50万枚突破は、SPEEDの4作連続が最高で、5作連続は史上初の快挙となった。また、同じ週にMedia Trafficの「United World Chart」でも1位を記録した。2週目は15.7万枚を売り上げ、前作に続いて2週連続首位を獲得している。累計売上枚数は90.9万枚で、宇多田初のミリオン割れとなったものの、オリコン年間ランキングでは2006年度第7位となっており、同年最も売れた女性アーティストのオリジナルアルバムとなっている。CDセールスでは前作よりも数字を落としたが、2005年頃から拡大したデジタル・マーケットでは成功を収めており、アルバム収録曲の総デジタルダウンロード数は400万回超を記録。2006年から開始したiTunesの年間ランキングでは、アルバム部門で4位を獲得した。なお、同チャートのシングル部門では収録曲「Keep Tryin'」が年間首位を獲得している。また、日本レコード協会によってミリオン認定を受けている。

## 収録曲
全作詞・作曲・編曲：宇多田ヒカル (特記以外)
1. This Is Love (4:58)
5月15日に着うた、5月31日に着うたフル・PCサイトで先行配信された[41]。
日清食品カップヌードル「FREEDOM-PROJECT」CMソング
OVA『FREEDOM』テーマソング
2. Keep Tryin' (4:53)
16thシングル。
KDDI・沖縄セルラー電話「LISMO! au LISTEN MOBILE SERVICE」CMソング
3. BLUE (5:15)
4. 日曜の朝 (4:44)
5. Making Love (4:25)
6. 誰かの願いが叶うころ (4:27)
13thシングル。
松竹映画『CASSHERN』主題歌
7. COLORS (3:59)
編曲：宇多田ヒカル & 河野圭
12thシングル。
トヨタ自動車「WiSH」CMソング
8. One Night Magic feat. Yamada Masashi (4:39)
9. 海路 (3:34)
10. WINGS (4:52)
16thシングルのカップリング。
11. Be My Last (4:30)
14thシングル。
東宝系映画『春の雪』主題歌
12. Eclipse (Interlude) (1:32)
インスト楽曲。
13. Passion (4:43)
15thシングル。
スクウェア・エニックスゲームソフト『KINGDOM HEARTS II』テーマソング
14. Sanctuary -Opening- (4:25)
15thシングル『Passion』の英語版。
スクウェア・エニックスゲームソフト『KINGDOM HEARTS II』(北米版)及び『KINGDOM HEARTS II FINAL MIX』テーマソング
2018 Remastered Editionのみの収録

## クレジット
| - Utada Hikaru – vocals, songwriting, production, keyboards, arranging (all tracks), programming (tracks 1-6, 8-13), acoustic piano (track 6), basic programming (track 7) - Yamada Masashi – featured vocals, chorus (track 8) - Teruzane Skingg Utada – production - Miyake Akira – production, executive producer - Doyama Shoji – executive producer - Kawano Kei – arranging, keyboards, programming (track 7) - Tomita Yuzuru – programming (tracks 1, 3-5, 8) - Alexis Smith – additional programming (tracks 1-5, 8-10, 12-13) - Matt Rohde – keyboards, programming (tracks 2, 13), acoustic piano (track 13) - David Carpenter – bass (track 2) - Kon Tsuyoshi – acoustic guitar (tracks 6, 11) - Tsunemi Kazuhide – synthesizer programming (track 7) - Great Eida Group – violin section (track 7) - Abe Masashi Group – cello section (track 7) - Takakuwa Hideyo – flute (track 10) - Brio Taliaferro – additional programming (track 11) - Forrest Robinson – drums (tracks 11, 13) | - Ben Mauro – guitar (track 13) - Glenn Erwin – pro-tools operation (track 13) - Goetz B. – mixing - Goh Hotoda – mixing (tracks 6, 7), recording (track 6) - Matsui Atsushi – recording (all tracks) - Daniel Burns – recording (track 2) - Pat Woodward – recording (track 13) - Komori Masahito – assistant engineering - Saito Yuta – assistant engineering - Yamamoto Yasutaka – assistant engineering - Nakauchi Taketoshi – assistant engineering - Dave Emery – assistant engineering - Flancesco Perlangeli – assistant engineering - Matt Snedecor – assistant engineering - Heath Aiken – assistant engineering - Kazuaki Kiriya – art direction and photography - Cho Kenji – art direction and design - Ogawa Kyohei – styling - Inagaki Ryoji – hair and make-up |

## チャートと売上

### アルバム
| オリコン（2006年） | 最高 順位   | 認定(RIAJ) | 累計売上 |
| ------------------ | ----------- | ---------- | -------- |
| 週間アルバム       | 1（2週連続) | ミリオン   | 909,000  |
| 年間アルバム       | 7           | ミリオン   | 909,000  |

### シングル
| 年     | シングル                | チャート順位    | チャート順位    | チャート順位  | 累計売上 | 累計売上 |
| 年     | シングル                | 週間 (オリコン) | 年間 (オリコン) | 年間 (iTunes) | CD       | DL       |
| ------ | ----------------------- | --------------- | --------------- | ------------- | -------- | -------- |
| 2003年 | COLORS                  | 1               | 3               | -             | 894,000  | 100,000  |
| 2004年 | 誰かの願いが叶うころ    | 1               | 14              | -             | 365,000  | 250,000  |
| 2005年 | Be My Last              | 1               | 70              | -             | 151,000  | 100,000  |
| 2005年 | Passion                 | 4               | 91              | -             | 112,000  | 200,000  |
| 2006年 | Keep Tryin'             | 2               | 82              | 1             | 125,000  | 200,000  |
| 2006年 | This Is Love（配信限定) | -               | -               | 9             | -        | 350,000  |